# SCHOOL OF LOCK! キズナ感謝祭
SCHOOL OF LOCK! キズナ感謝祭（スクール・オブ・ロック！キズナかんしゃさい）は、2020年3月22日 14:00 - 21:00頃までYouTube Live、LINE LIVEより配信された、TOKYO FM／JFN系列のラジオ番組『SCHOOL OF LOCK!』のイベント。
MCは、とーやま校長。
とーやま校長が、同月31日をもって同番組を退任する前に、アーティスト講師、生徒との「キズナ」を確かめるために開催された。

## 概要
- メインサポーターは、親子のワイモバ学割。
- キャッチコピーは、「旅立つ前に僕らの絆を」。
- 企画当初は、「SCHOOL OF LOCK! 史上最大規模のイベント」として幕張メッセでの開催を予定していたが、新型コロナウイルスが感染拡大している状況を鑑み、2020年2月27日の生放送教室にて、幕張メッセでの開催中止が発表された[1]。
- 2020年3月2日の生放送教室にて、動画配信へ形を変えての開催を発表[2]。当日は、YouTube Live、LINE LIVEにて配信され、YouTube Liveでは配信同時接続者が1.9万人、LINE LIVEでは累計視聴者数を100万人突破した。[3]
- 当日の生徒からのコメントは、Twitterで推奨ハッシュタグ（「#SOLワイモバ学割」）をつけて募集した[※ 1]。このハッシュタグは、Twitter国内トレンド1位、世界トレンド2位を獲得した。[3]
- 2020年3月26日 - 3月31日の期間限定で、LINE MUSICにて、動画授業パート、音声授業パートのアーカイブ配信が行われた。

## 配信版
- 動画授業パートとライブパート、音声授業パートの3部構成。
- 動画授業パート、ライブパートともにTOKYO FM内のスタジオより生配信。
- 下記授業、ライブのほか、「デカピタC presents 最後のでっかい約束[※ 2]」、「拝啓、とーやま校長へ[※ 3]」、「親子のキズナプロジェクト[※ 4]」も配信。
- 番組の最後には、とーやま校長の退任セレモニーも実施された。
  - 動画授業パート（各講師20～30分程度、生放送教室から授業。）
    - GIRLS LOCKS! 髙橋ひかる
    - スクールアイドルの講師 逢田梨香子・高槻かなこ（Aqours）
    - LL教室の講師 LiSA
    - 進路室の大王 川上洋平（[ALEXANDROS]）
    - 音学の講師 山口一郎（サカナクション）
    - ヒミツの研究室 Perfume

  - LIVEパート
    - トイレの音姫 BiSH
    - 青学の講師 BLUE ENCOUNT
    - Matt

  - 音声授業パート（各講師20～30分程度、音声のみの事前収録）
    - 異文化の講師 Eve
    - 超現代史の講師 Mrs.GREEN APPLE
    - GIRLS LOCKS! 平手友梨奈
    - 炎の生活指導 長渕剛[※ 5]

## 幕張メッセ版（開催中止）
- 公開授業パートとライブアクトパートの2部構成。
- チケット代は、10代の生徒は3969円、3月22日時点で20歳以上の方は5400円。
- 午後3:30開場 午後4:30開演 午後8:00終演

出演アーティスト
- 公開授業パート
  - 音学の講師 山口一郎（サカナクション）
  - LL教室の講師 LiSA
  - 進路室の大王 川上洋平（[ALEXANDROS]）
  - GIRLS LOCKS! 髙橋ひかる
  - ヒミツの研究室 Perfume
  - 世界始の講師 SEKAI NO OWARI
- ライブアクトパート
  - トイレの音姫 BiSH
  - 青学の講師 BLUE ENCOUNT
  - Matt

## 親子のキズナプロジェクト
- 本イベントのサポーターである親子のワイモバ学割とタッグを組み、"親子の絆について考える"「親子のキズナプロジェクト」が行われた。
- BLUE ENCOUNTとMattがそれぞれ「絆」をテーマにした楽曲を生徒のエピソードをもとに製作、当日に披露した。
- BLUE ENCOUNTは、"キズナの春期講習"の講師として、2020年2月7日～3月27日のSCHOOL OF LOCK! FRIDAY内で「ブルエンLOCKS!」を開講。
- 当日披露した曲
  - Matt 『Y.M.C.A.(親子の絆Ver.) 』
  - BLUE ENCOUNT 『あなたへ』